# Martin Van Buren
Martin Van Buren ([væn ˈbjʊərən] van-_-BEWR-ən; nascido Maarten Van Buren; 5 de dezembro de 1782 — 24 de julho de 1862) foi um estadista americano que serviu como Presidente dos Estados Unidos de 1837 a 1841. Ele foi o primeiro presidente cuja língua materna não era inglês (e sim holandês) e o primeiro presidente da república nascido após a independência dos Estados Unidos da Grã-Bretanha. Um dos fundadores do Partido Democrata, ele tinha servido como governador de Nova Iorque, Secretário de Estado e vice-presidente na administração de Andrew Jackson. Van Buren venceu a eleição presidencial de 1836, recebendo metade dos votos. Contudo, ele não foi reeleito, perdendo as eleições de 1840 para William Henry Harrison (do Partido Whig), especialmente graças a situação econômica ruim do país após o Pânico de 1837. Anos mais tarde, Van Buren emergiu novamente como um estadista respeitado e um líder do movimento abolicionista que liderou o Partido Solo Livre na eleição presidencial de 1848.
Van Buren nasceu em Kinderhook, no condado de Columbia, no estado de Nova Iorque, em uma família de neerlando-americanos; seu pai foi um dos Patriotas durante a Guerra de Independência dos Estados Unidos. Ele foi criado falando holandês e aprendeu inglês na escola, fazendo dele o único presidente americano que tinha o inglês como sua segunda língua. Ele foi educado como advogado e rapidamente se envolveu com política como membro do Partido Democrata-Republicano. Foi eleito para o Senado Estadual Nova-Iorquino e se tornou o líder dos Bucktails, a facção que se opunha ao então governador DeWitt Clinton. Van Buren estabeleceu uma máquina política conhecida como "Regência Albany" e na década de 1820 emergiu como um dos políticos mais influentes de Nova Iorque. Ele foi eleito para o Senado dos Estados Unidos em 1821 e apoiou William H. Crawford na eleição presidencial de 1824. John Quincy Adams venceu essa eleição e Van Buren se opôs as suas propostas de aumento de gastos governamentais com assuntos internos e expansão dos poderes federais. O principal objetivo político de Van Buren era restabelecer um sistema de dois partidos baseados em diferenças ideológicas ao invés de apenas de personalidades e diferenças seccionais, e então apoiou a candidatura de Andrew Jackson contra a de Adams nas eleições de 1828. Para apoiar a candidatura de Jackson, Van Buren decidiu concorrer ao cargo de governador de Nova Iorque; ele venceu este pleito, mas renunciou alguns meses depois para aceitar a posição de Secretário de Estado no governo Jackson, a partir de março de 1829.
Van Buren foi um dos principais conselheiros da presidência de Andrew Jackson e ele construiu uma estrutura organizacional para o Partido Democrata em formação, particularmente em Nova Iorque. Ele renunciou a posição de Secretário de Estado para ajudar a resolver o "Escândalo Petticoat" e então serviu brevemente como embaixador americano no Reino Unido. A pedido de Jackson, na Convenção Democrata de 1832, Van Buren foi nomeado para vice-presidente e ele assumiu essa posição após a eleição presidencial de 1832. Com forte apoio de Jackson, Martin Van Buren enfrentou pouca oposição quando foi nomeado como o candidato a presidência pelo Partido Democrata na Convenção de 1835, onde ele derrotou o candidato Whig nas eleições de 1836, se tornando, em março de 1837, o oitavo presidente dos Estados Unidos. Logo no primeiro ano, seu governo enfrentou problemas. A resposta de Van Buren ao Pânico de 1837 foi centrada no seu sistema de 'tesouro independente', um plano onde o governo federal americano armazenaria seus fundos em cofres e não em bancos. Ele também continuou a política de Jackson de Remoção indígena; ele manteve relações diplomáticas pacíficas com o Reino Unido e negou a admissão do estado do Texas a União, tentando evitar o aumento das tensões seccionais. Nas eleições de 1840, os Whigs apoiaram William Harrison e utilizaram a vasta carreira militar dele como propaganda, enquanto ridicularizavam Van Buren como "Martin Van Ruin", e então ele acabou sendo derrotado por Harrison.
Durante sua presidência (1837–1841), Van Buren, para conquistar apoio dos estados do sul, se demonstrou contra a abolição da escravatura a nível nacional, defendendo a tese de que os estados deveriam decidir por si só como resolver o assunto. Na Convenção Democrata de 1844, Van Buren era o favorito para receber a indicação do partido para a eleição e assim tentar reivindicar a presidência novamente. Democratas sulistas, contudo, estavam com raiva pois Van Buren havia negado a entrada do Texas na União como um estado escravagista e então os democratas acabaram nomeando James K. Polk para 1844. Após deixar a presidência em 1841, Van Buren se tornou um oponente ferrenho contra a instituição da escravidão no país. Na eleição de 1848, ele tentou se eleger como candidato de um terceiro partido, os Free Soil, motivado adicionalmente por diferenças intrapartidárias nos níveis estadual e nacional. Ele terminou longe dos dois principais candidatos, mas sua presença no pleito pode ter ajudado o candidato Whig Zachary Taylor, que derrotou o democrata Lewis Cass. Van Buren retornou para o  Partido Democrata após 1848, mas ele apoiou as políticas de Abraham Lincoln no começo da Guerra Civil Americana. Sua saúde começou a declinar em 1861 e ele faleceu em julho de 1862, aos 79 anos de idade. Nos rankings de historiadores e acadêmicos, Martin Van Buren é considerado um presidente "mediano" em reputação.

## Início de vida, educação e carreira
Martin Van Buren nasceu em Kinderhook, uma vila de Nova Iorque, em 5 de dezembro de 1782, a cerca de 25 milhas (40 km) ao sul de Albany, a capital de Nova Iorque. Seu pai, Abraham Van Buren (1737-1817) era um fazendeiro, dono de seis escravos, e um taberneiro em Kinderhook. Abraham Van Buren apoiou a Revolução Americana e, mais tarde, o Partido Democrata-Republicano. A mãe de Martin Van Buren era Maria Van Alen (nee Hoes) Van Buren (1747-1818).
Van Buren foi o primeiro presidente nascido como um cidadão dos Estados Unidos, já que todos os presidentes anteriores nasceram antes da Revolução Americana. Seu tetra-avô, Cornelis van Buren Maessen, tinha chegado ao Novo Mundo em 1631 a partir da pequena cidade de Buren, República Holandesa, a atual Holanda. Van Buren cresceu em uma comunidade de língua holandesa. Sua língua nativa era holandês, e ele foi o único presidente que falava o inglês como segunda língua.
Van Buren recebeu a educação básica em uma escola mal iluminada em sua vila natal e mais tarde estudou brevemente o latim na Academia Kinderhook e no Seminário Washington em Claverack. Sua educação formal terminou antes dos seus 14 anos, quando começou a estudar direito no escritório de Francis Sylvester, um advogado proeminente federalista de Kinderhook. Depois de seis anos de estudo com Sylvester, ele passou um último ano de estágio em Nova Iorque, no escritório de William P. Van Ness, um tenente político de Aaron Burr. Van Buren foi admitido como advogado em 1803. Van Buren começou a prática de direito no mesmo ano em Kinderhook, juntamente com James Van Alen. Como um advogado ele ganhou reconhecimento de De Witt Clinton, sobrinho do governador George Clinton. Van Buren apoiou o candidato de Clinton para governador em 1807, o futuro vice-presidente Daniel D. Tompkins, que acabou vencendo a eleição e com isso Van Buren foi nomeado como o advogado do Condado de Columbia.
Van Buren se casou com Hoes Hannah, sua namorada de infância e uma prima distante, em 21 de fevereiro de 1807, em Catskill, Nova Iorque. Como Van Buren, ela foi criada em uma casa holandesa e nunca perdeu seu sotaque holandês. O casal se estabeleceu em Hudson e tiveram quatro filhos e uma filha: Abraham (1807-1873), graduado pela Academia Militar dos Estados Unidos e militar de carreira, John (1810-1866), graduado pela Yale e procurador-geral de Nova Iorque; Martin, Jr. (1812-1855), secretário e editor de documentos de seu pai até a sua prematura morte por tuberculose; Winfield Scott (nasceu e morreu em 1814), e Smith Thompson (1817-1876), um editor e assistente especial do seu pai, quando presidente. Sua filha nasceu morta. Após 12 anos de casamento, Hannah Van Buren contraiu tuberculose e morreu em 5 de fevereiro de 1819, com 35 anos de idade. Martin Van Buren nunca se casou novamente.

## Início da carreira política
Van Buren tinha sido ativo na política desde os 17 anos de idade, quando ele participou de uma convenção do partido, em Troy, Nova Iorque, onde ele trabalhou para garantir a nomeação de John Van Ness para o Congresso dos Estados Unidos. No entanto, uma vez estabelecida a sua prática de advocacia, tornou-se rico o suficiente para aumentar seu foco na política. Ele foi um dos primeiros apoiadores de Aaron Burr.
Van Buren juntou-se ao partido da oposição em 1813, e foi membro do Senado do Estado de Nova Iorque entre 1812 a 1820. Como membro do senado estadual
ele foi um ávido defensor dos esforços para guerra de 1812, publicando uma legislação que facilitaria a mobilização da defesa do estado. Ele foi contrário a postura dos federalistas sobre a guerra e rompeu com seu mentor político, DeWitt Clinton. Foi procurador-geral de Nova Iorque entre 1815 a 1819. Também foi um eleitor presidencial na eleição de 1820, quando votou para James Monroe e Daniel D. Tompkins.
No início ele se opôs ao plano de Clinton para o Canal Erie, mas depois apoiou quando a facção bucktails foi capaz de obter a maioria na Comissão do Canal Erie, e apoiou um projeto de lei que arrecadou dinheiro para o canal através de títulos estaduais.
Em 1817, a conexão de Van Buren com a chamada "máquina política" começou. Ele criou a primeira máquina política que abrangia Nova Iorque, os bucktails, cujos líderes mais tarde se tornaram conhecidos como "Regência Albany". Os bucktails se tornou um movimento bem-sucedido que enfatizou a fidelidade partidária; eles capturaram e controlaram muitos mecenatos em Nova Iorque. Van Buren não se originou do sistema, mas ganhou o apelido de "pequeno mágico" pela habilidade que teve. Ele também serviu como um membro da convenção estadual constitucional, onde se opôs à concessão do sufrágio universal e tentou manter requisitos para votar.
Ele foi a principal figura da Regência Albany, um grupo de políticos que por mais de uma geração dominou a maior parte da política de Nova Iorque e influenciou poderosamente a política nacional. O grupo, em conjunto com os clubes políticos como o Tammany Hall, desempenhou um papel importante no desenvolvimento do "spoils system", um procedimento reconhecido nos assuntos nacionais, estaduais e locais. Ele foi uma figura chave na construção da estrutura organizativa para a Democracia Jacksoniana, especialmente no estado de Nova Iorque. Nas próprias palavras de Van Buren: "Sem fortes organizações políticas nacionais, não haveria nada para moderar os preconceitos entre os estados livres e escravistas".

## Presidência
Van Buren foi o terceiro presidente a servir apenas um mandato, depois de John Adams e seu filho, John Quincy Adams. Ele também foi uma das figuras centrais no desenvolvimento de organizações políticas modernas. Como Secretário de Estado de Andrew Jackson e, em seguida, Vice-Presidente da República.
No entanto, como um presidente, seu governo foi caracterizado, em grande parte, pelas dificuldades econômicas do seu tempo, como o Pânico de 1837. Entre a sangrenta guerra, e a Aroostook Caroline Affair, as relações com a Grã-Bretanha e as suas colônias no Canadá também mostraram-se tensas. Querendo ou não, estes foram diretamente culpa dele; Van Buren perdeu as eleições depois de quatro anos, com um estreito voto popular, mas uma desordem na votação eleitoral. Em 1848, ele correu para a presidência sobre um terceiro bilhete, o Partido Solo Livre.
Martin van Buren é uma das duas únicas personalidades políticas estadunidenses (o outro foi Thomas Jefferson) a terem servido como Secretário de Estado, Vice-Presidente e Presidente dos Estados Unidos.